# Einar Erici
Einar Viktor Erici, född 31 januari 1885 i Skärkinds församling, Östergötlands län, död 10 november 1965 i Hedvig Eleonora församling, Stockholms stad, var en svensk läkare och orgelforskare samt amatörfotograf.

## Biografi
Einar Erici var prästson från Östergötland. I enlighet med sina föräldrars önskan utbildade han sig till läkare, och under 35 år tjänstgjorde han som laryngolog vid Stockholms stads tuberkulossjukhus samt bedrev en privat praktik fram till 1963. Under tjänstgöring på Gotland utvecklades hans intresse för kyrkobyggnader och kyrklig konst, och under resor i Sverige besökte han och fotograferade ett stort antal kyrkor, mest i Uppland och på Gotland.  

### Orgelforskaren
Erici specialiserade sig på de svenska orglarna och deras historia. Han genomförde omfattade arkivundersökningar, och skaffade fram ditintills okända kunskaper om orglarna och orgelbyggarna och upprättade ett inventarium över de svenska orglarna från tiden före 1850.  Riksantikvarieämbetet utgav 1946 den första utgåvan av inventariet.

### Arkiv och fotografier
Einar Ericis efterlämnade privata arkiv ingår i Riksantikvarieämbetets samlingar på Antikvarisk-topografiska arkivet. Förutom skriftligt material som brev och handlingar om svenska orglar och orgelbyggare, ingår ett stort antal fotografier i samlingen. Bilderna på kyrkobyggnader, kalkmålningar och orglar har sedan tidigare inordnats i en äldre arkivsamling med bilder av kyrkor. Ett hundratal bilder som beskrivs som fotografier av "folkkaraktärer" eller "folktyper" ingår fortfarande i Einar Ericis enskilda arkiv. Bilderna visar olika arbetare och tjänstemän, oftast män med skägg, men ibland också deras hustrur och familjer. Bland bilderna finns både porträtt och bilder av personerna i naturen eller i arbete. Ett antal bilder från Valamo ryskortodoxa kloster i Karelen ingår också i det enskilda arkivet.

## Priser och utmärkelser
- 1947 – Korresponderade ledamot av Kungliga Vitterhets Historie och Antikvitets Akademien
- 1950 – Associé nr 199 av Kungliga Musikaliska Akademien
- 1959 – Medaljen för tonkonstens främjande
- 1962 – Filosofie hedersdoktor vid Uppsala universitet

## Bilder tagna av Erici

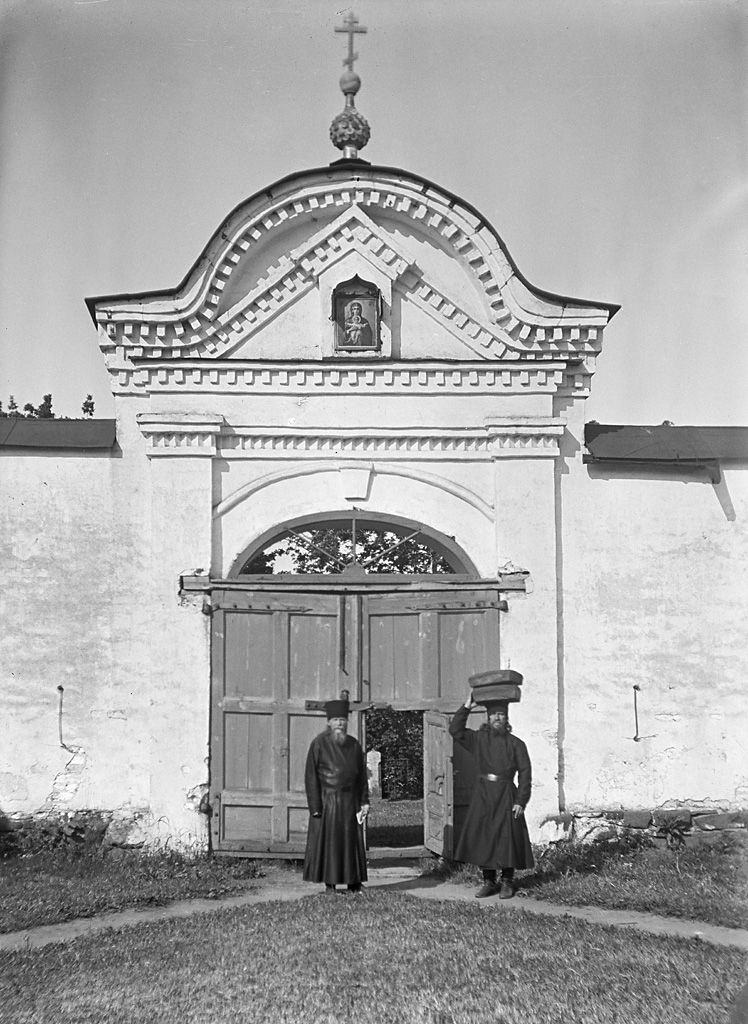
Munkar vid porten till Valamo kloster (1930-tal).
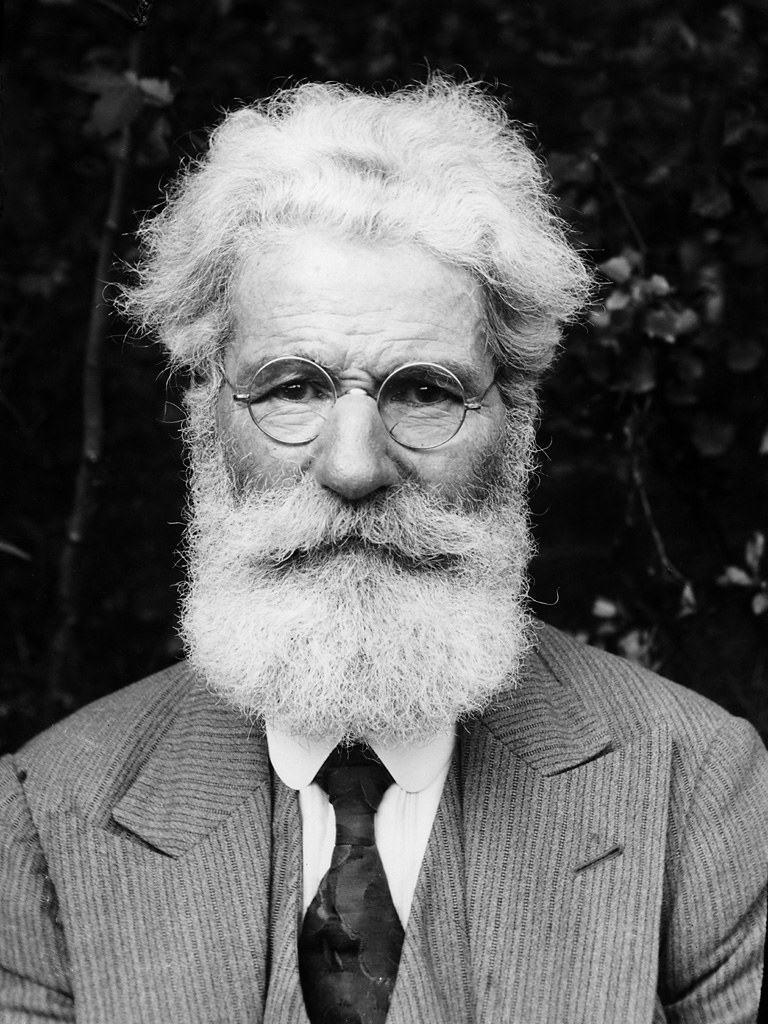
Gruvarbetaren Lars Erik Pettersson i Kopparberg (1932).
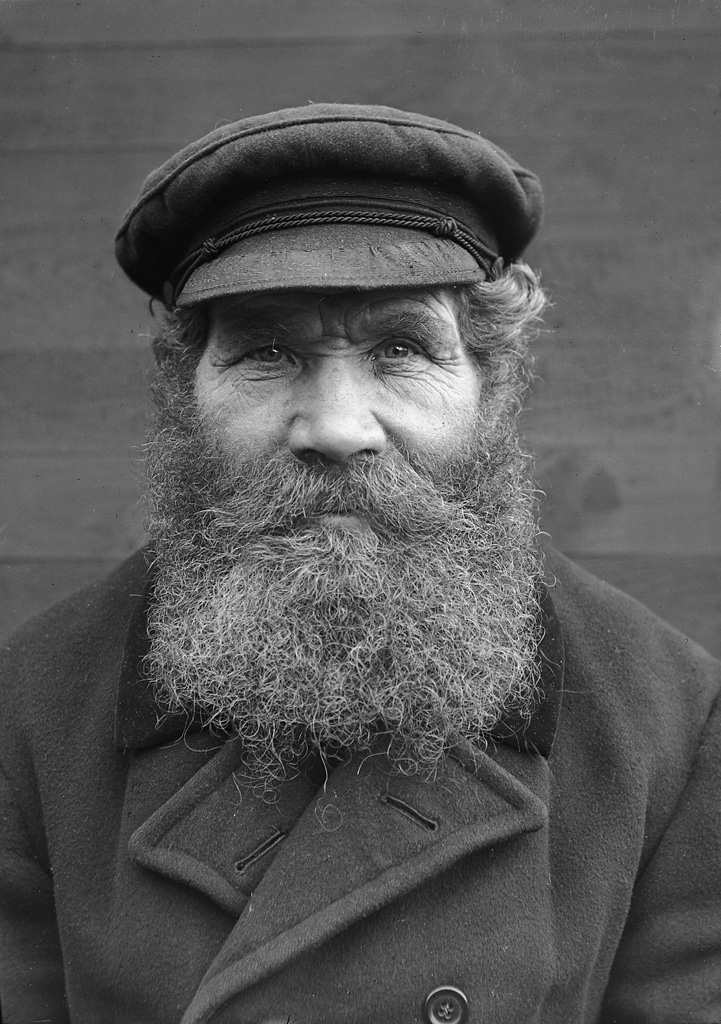
G. V. Gustafsson, Margretelund, Uppland.
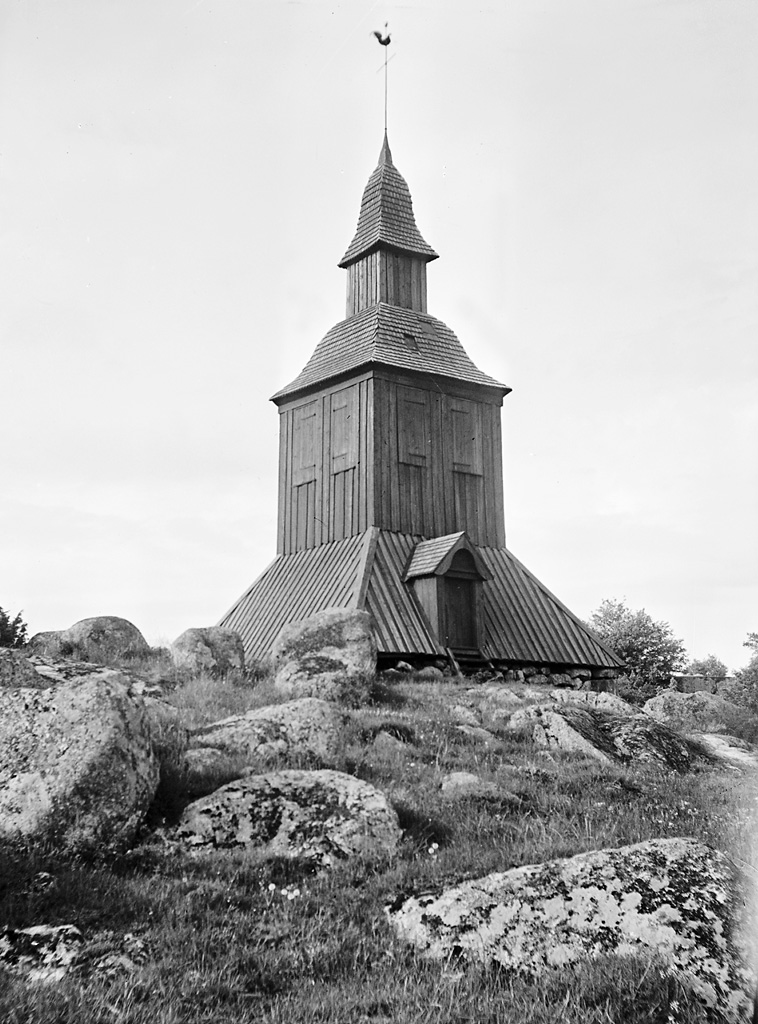
Klockstapel till Gryta kyrka (1934).
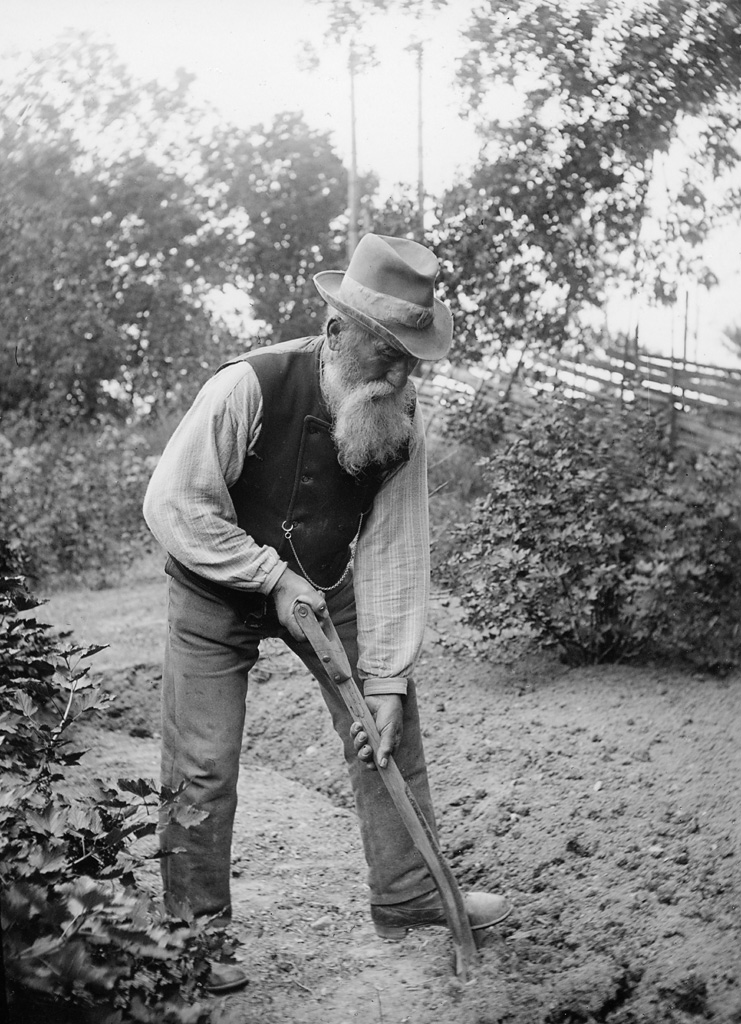
Lantbrukaren Wilhelm Fredriksson (1934).
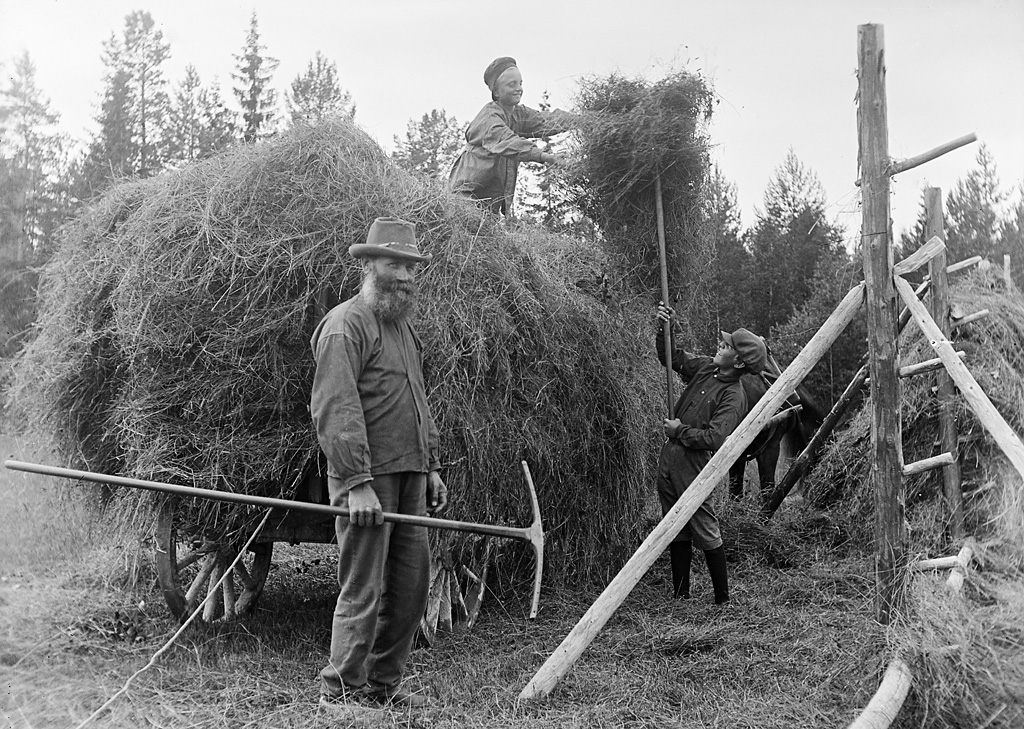
Höbärgning i Almo, 1930-talet.